# 2017–2018-as magyar labdarúgókupa
A Magyar Kupa 2017–2018-as kiírásában az MLSZ döntésének értelmében az NB I-es, illetve az NB II-es csapatok a hatodik fordulóban, 2017. szeptember 20-án kapcsolódnak be a küzdelmekbe. A kupagyőztes Újpest a 2018–2019-es Európa-liga 1. selejtezőkörében indulhatott.

## Lebonyolítás
A 6. fordulóban a 2017–2018. évi első- és másodosztályú bajnokságban szereplő 32 csapat kiemelt, a fordulók sorsolásakor nem kerülhetnek egymással párosításra. A hetedik és a nyolcadik fordulóba bejutó élvonalbeli együttesek szintén kiemeltek lesznek, ennélfogva a kupasorozatban először csupán a kilencedik körben, a legjobb 16 között kerülhetnek össze az első osztály képviselői. A fordulók sorsolásakor nincs területi kiemelés.
A nyolcaddöntők – vagyis a kilencedik forduló –, a negyeddöntők, valamint az elődöntők párharcai már két meccsen, oda-visszavágós rendszerben dőlnek el, míg a 2017. május 30-ra, szerdára kiírt döntő ismét egymérkőzéses lesz. A finálét, csakúgy, mint az idén, jövőre is a Groupama Arénában rendezik meg.
A 2017–18-as magyar kupa lebonyolításának hivatalos szabályzata.
|                                             | A szakaszban bekapcsolódó csapatok | Az előző forduló továbbjutói                                                                   |
| ------------------------------------------- | --- | ---------------------------------------------------------------------------------------------- |
| 1. forduló                                  | A megyei és budapesti igazgatóságok által lebonyolított selejtezők |                                                                                                |
| 2. forduló                                  | A megyei és budapesti igazgatóságok által lebonyolított selejtezők | - A megyei és budapesti igazgatóságok által lebonyolított 1. forduló mérkőzéseinek továbbjutói |
| 3. forduló                                  | A megyei és budapesti igazgatóságok által lebonyolított selejtezők | - A megyei és budapesti igazgatóságok által lebonyolított 2. forduló mérkőzéseinek továbbjutói |
| 4. forduló                                  | A megyei és budapesti igazgatóságok által lebonyolított selejtezők | - A megyei és budapesti igazgatóságok által lebonyolított 3. forduló mérkőzéseinek továbbjutói |
| 5. forduló                                  | A megyei és budapesti igazgatóságok által lebonyolított selejtezők | - A megyei és budapesti igazgatóságok által lebonyolított 4. forduló mérkőzéseinek továbbjutói |
| 6. forduló(főtábla 1. forduló) (128 csapat) | - 12 csapat a 2017–18. évi NB I-es bajnokságból - 20 csapat a 2017–18. évi NB II-es bajnokságból - 41 csapat a 2017–18. évi NB III-as bajnokságból, az NB I-es és NB II-es sportszervezetek tartalékcsapatainak kivételével - 55 csapat a területi selejtezőkből (a megyei és budapesti igazgatóságok által lebonyolított selejtezők) | - A megyei és budapesti igazgatóságok által lebonyolított 5. forduló mérkőzéseinek továbbjutói |
| 7. forduló(főtábla 2. forduló) (64 csapat)  | | - 64 továbbjutó a 6. fordulóból                                                                |
| 8. forduló(főtábla 3. forduló) (32 csapat)  | | - 32 továbbjutó a 7. fordulóból                                                                |
| 9. forduló – Nyolcaddöntő (16 csapat)       | | - 16 továbbjutó a 8. fordulóból                                                                |
| 10. forduló – Negyeddöntő (8 csapat)        | - 8 továbbjutó a 9. fordulóból |                                                                                                |
| 11. forduló – Elődöntő (4 csapat)           | - 4 továbbjutó a 10. fordulóból |                                                                                                |
| 12. forduló – Döntő (2 csapat)              | - 2 továbbjutó a 11. fordulóból |                                                                                                |

## Fordulók, időpontok és gólok száma
| Forduló                         | Hivatalos játéknapok | Csapatok | Mérkőzések | Összes gól | Gólátlag |
| ------------------------------- | -------------------- | -------- | ---------- | ---------- | -------- |
| 1. forduló                      | 2017. augusztus 5.   |          |            |            |          |
| 2. forduló                      | 2017. augusztus 9.   |          |            |            |          |
| 3. forduló                      | 2017. augusztus 16.  |          |            |            |          |
| 4. forduló                      | 2017. augusztus 23.  |          |            |            |          |
| 5. forduló                      | 2017. szeptember 6.  |          |            |            |          |
| 6. forduló (főtábla 1. forduló) | 2017. szeptember 20. | 128      | 64         | 265        | 4,14     |
| 7. forduló (főtábla 2. forduló) | 2017. október 25.    | 64       | 32         |            |          |
| 8. forduló (főtábla 3. forduló) | 2017. november 29.   | 32       | 16         |            |          |
| Nyolcaddöntők (9. forduló)      | 2018. február 21.    | 16       | 16 (8 × 2) |            |          |
| Nyolcaddöntők (9. forduló)      | 2018. február 28.    | 16       | 16 (8 × 2) |            |          |
| Negyeddöntő (10. forduló)       | 2018. március 28.    | 8        | 8 (4 × 2)  |            |          |
| Negyeddöntő (10. forduló)       | 2018. április 4.     | 8        | 8 (4 × 2)  |            |          |
| Elődöntők (11. forduló)         | 2018. április 17–18. | 4        | 4 (2 × 2)  |            |          |
| Elődöntők (11. forduló)         | 2018. május 8–9.     | 4        | 4 (2 × 2)  |            |          |
| Döntő (12. forduló)             | 2018. május 23.      | 2        | 1          |            |          |

## Eredmények

### 6. forduló (főtábla 1. forduló)
A továbbjutás egy mérkőzésen dőlt el, minden esetben az alacsonyabb osztályú csapatok voltak a pályaválasztók. A forduló hivatalos játéknapja szeptember 20. volt.
| 1. csapat                                                   | Eredmény     | 2. csapat                                                                    |
| ----------------------------------------------------------- | ------------ | ---------------------------------------------------------------------------- |
| 2017. szeptember 19.                                        |              |                                                                              |
| Dunaharaszti MTK (NB III)                                   | 1 – 2        | Ferencvárosi TC (NB I)                                                       |
| VLS Veszprém (NB III)                                       | 0 – 3        | Diósgyőri VTK (NB I)                                                         |
| 2017. szeptember 20.                                        |              |                                                                              |
| Kecskeméti LC (megye I)                                     | 1 – 4        | Mezőkövesd Zsóry FC (NB I)                                                   |
| Karancslapujtő KSE (megye I)                                | 0 – 2        | Balmaz Kamilla Gyógyfürdő (NB I)                                             |
| Debreceni EAC (NB III)                                      | 0 – 4        | Budafoki MTE (NB II)                                                         |
| Pécsi Mecsek FC (NB III)                                    | 0 – 1        | Budapest Honvéd FC (NB I)                                                    |
| Gárdony Városi SC (NB III)                                  | 0 – 3        | Zalaegerszegi TE FC (NB II)                                                  |
| Duna Aszfalt TVSE (Tiszakécske) (NB III)                    | 2 – 3        | Nyíregyháza Spartacus FC (NB II)                                             |
| Nyíradony VVTK (megye I)                                    | 0 – 2        | Vasas SC (NB I)                                                              |
| III. Kerületi TVE (NB III)                                  | 1 – 3 (h.u.) | Soroksár SC (NB II)                                                          |
| BKV Előre SC (NB III)                                       | 0 – 3        | Kisvárda Master Good (NB II)                                                 |
| Sárvári FC (megye I)                                        | 0 – 3        | Paksi FC (NB I)                                                              |
| Kozármisleny FC (NB III)                                    | 0 – 1 (h.u.) | Gyirmót FC Győr (NB II)                                                      |
| Rákoszentmihályi Atlétikai és Football Club (RAFC) (BLSZ I) | 1 – 3        | BFC Siófok (NB II)                                                           |
| Nagyatádi FC (megye I)                                      | 0 – 2        | Vác FC (NB II)                                                               |
| Öttevény TC (megye I)                                       | 0 – 6        | Újpest FC (NB I)                                                             |
| Szarvaskend SE (megye II)                                   | 0 – 6        | Swietelsky Haladás (NB I)                                                    |
| Sényő Carnifex FC (megye I)                                 | 2 – 0 (h.u.) | Kazincbarcikai SC (NB II)                                                    |
| Cigánd SE (NB III)                                          | 2–2 (b. 7–6) | Szolnoki MÁV FC (NB II)                                                      |
| Komárom VSE (megye I)                                       | 0 – 2        | Dorogi FC (NB II)                                                            |
| Tállya KSE (NB III)                                         | 0 – 9        | MTK Budapest FC (NB II)                                                      |
| Mohácsi TE 1888 (megye I)                                   | 0 – 4        | Videoton FC (NB I)                                                           |
| Úrkút SK (megye I)                                          | 2 – 6        | Ceglédi VSE (NB II)                                                          |
| Szekszárdi UFC (NB III)                                     | 1–1 (b. 4–2) | Szeged 2011 Grosics-Akadémia (NB II)                                         |
| Kondorosi TE (megye I)                                      | 0 – 2        | Békéscsaba 1912 Előre (NB II)                                                |
| Csongrád–Kunság Aszfalt (megye I)                           | 1 – 10       | Debreceni VSC (NB I)                                                         |
| Tatabányai FCE (megye II)                                   | 1 – 0        | Soproni VSE (NB II)                                                          |
| Kaposvári Rákóczi FC (NB III)                               | 1 – 3        | Puskás Akadémia FC (NB I)                                                    |
| Mórahalom VSE (NB III)                                      | 1 – 4        | Budaörsi SC (NB II)                                                          |
| Nyírbátori FC (NB III)                                      | 1–1 (b. 3–5) | WKW ETO FC Győr (NB II)                                                      |
| Tintahalak HSE-Szabadkikötő (Sashalom) (NB III)             | 1 – 5        | Aqvital FC Csákvár (NB II)                                                   |
| Szarvasi FC (megye I)                                       | 4 – 1        | Credobus Mosonmagyaróvár (NB II)                                             |
| Nagyhalászi SE (megye I)                                    | 1 – 3        | Iváncsa KSE (NB III)                                                         |
| Csácsbozsok-Nemesapáti SE (megye I)                         | 2 – 3        | Pilisi Labdarúgó Klub (megye I)                                              |
| JVSE Rosenberger (Jászárokszállás) (megye I)                | 0 – 5        | Nagyecsed RSE (megye I)                                                      |
| Nagykanizsai ULE (megye I)                                  | 2 – 0        | Törökszentmiklósi FC (megye I)                                               |
| Herold Trans Ménfőcsanak (megye I)                          | 1 – 3        | FC Dabas (NB III)                                                            |
| Maklár SE (megye I)                                         | 1 – 4        | Rákosmente KSK (NB III)                                                      |
| Szabadszállási SE (megye II)                                | 1 – 3        | Dunaújváros PASE (NB III)                                                    |
| Füzesgyarmati SK (NB III)                                   | 3 – 0        | M-Foci Kft. (NB III)                                                         |
| Gyöngyösi AK (NB III)                                       | 5 – 3 (h.u.) | Pénzügyőr SE (NB III)                                                        |
| Szentlőrinc SE (NB III)                                     | 3 – 0        | Csepel FC (NB III)                                                           |
| Lajoskomárom (megye I)                                      | 0 – 3        | Tarr Andráshida SC (NB III)                                                  |
| Tatai AC (megye I)                                          | 2 – 7        | Putnok FC (NB III)                                                           |
| Csetény SE (megye I)                                        | 0 – 4        | Ercsi Kinizsi SE (megye I)                                                   |
| Pécsváradi Spartacus SE (megye I)                           | 1 – 4        | Termálfürdő FC Tiszaújváros (NB III)                                         |
| Jánoshalmi FC (megye I)                                     | 0 – 2        | Gödöllői SK (megye I)                                                        |
| FC Ajka (NB III)                                            | 2–2 (b. 4–5) | Érdi VSE (NB III)                                                            |
| Bátaszék SE (megye I)                                       | 3 – 2        | Tolna VFC (megye I)                                                          |
| Budakalászi Munkás SE (megye II)                            | 1 – 3        | STC Salgótarján (megye I)                                                    |
| Edelényi FC (megye I)                                       | 1 – 3        | SZEOL SC (NB III)                                                            |
| Salgótarjáni BTC Sport Kft. (megye I)                       | 7 – 2        | Petőfi SE Vasszécsény (megye I)                                              |
| Balatonlelle SE (megye I)                                   | 0 – 2        | Vecsési FC (NB III)                                                          |
| Bácsa FC SE (megye I)                                       | 1 – 0        | Pápai Perutz FC (NB III)                                                     |
| Tiszafüred VSE (NB III)                                     | 1 – 4        | Csornai SE (NB III)                                                          |
| Ibrány SE (megye II)                                        | 3 – 1        | Jászberényi FC (NB III)                                                      |
| Ásotthalmi TE (megye I)                                     | 2–2 (b. 4–3) | Hódmezővásárhelyi FC (NB III)                                                |
| Duna-Tisza Aszfalt Törtel (megye II)                        | 4 – 1        | Algyő SK (megye I)                                                           |
| Eger SE (megye I)                                           | 3 – 1        | Testvériség SE (BLSZ I)                                                      |
| Olajmunkás SE (megye I)                                     | 3 – 1        | Mojito-Lemon BTE (Bódva-völgyi Tömegsport Egyesület) (Felsőzsolca) (megye I) |
| Erzsébeti Spartacus MTK LE (ESMTK) (megye I)                | 0 – 1        | Monor SE (NB III)                                                            |
| Balatonfüredi FC (megye I)                                  | 3 – 2 (h.u.) | Pestszentimrei SK (BLSZ I)                                                   |
| Sárrétudvari KSE (megye I)                                  | 1 – 8        | Balassagyarmati VSE (NB III)                                                 |
| Felsőtárkány SC (megye I)                                   | 1 – 3        | Mád FC (megye I)                                                             |

### 7. forduló (főtábla 2. forduló)
2017. szeptember 22-én a Magyar Labdarúgó-szövetség (MLSZ) székházában megtartott sorsoláson a 70-szeres válogatott Nyilasi Tibor, az MLSZ elnökségi tagjának vezetésével készültek el a 7. forduló (főtábla 2. forduló) párosításai. A továbbjutás egy mérkőzésen dől el, minden esetben az alacsonyabb osztályú csapatok a pályaválasztók, kivéve azt az esetet, ha azonos osztályú csapatok kerültek össze a sorsolás folyamán, ebben az esetben az elsőnek kihúzott csapat lett a pályaválasztó. A forduló mérkőzéseit október 25-én játsszák le.
| 1. csapat                             | Eredmény     | 2. csapat                          |
| ------------------------------------- | ------------ | ---------------------------------- |
| 2017. október 24.                     |              |                                    |
| Kisvárda Master Good (NB II)          | 1 – 0        | Ferencvárosi TC (NB I)             |
| Termálfürdő FC Tiszaújváros (NB III)  | 1 – 1 b. 3–1 | Swietelsky Haladás (NB I)          |
| FC Dabas (NB III)                     | 0 – 4        | Videoton FC (NB I)                 |
| Cigánd SE (NB III)                    | 1 – 1 b. 3–1 | Füzesgyarmati SK (NB III)          |
| Balassagyarmati VSE (NB III)          | 0 – 1        | Diósgyőri VTK (NB I)               |
| Monor SE (NB III)                     | 2 – 3        | Debreceni VSC (NB I)               |
| 2017. október 25.                     |              |                                    |
| Gödöllői SK (megye I)                 | 0–3          | Újpest FC                          |
| Bátaszék SE (megye I)                 | 0–1          | Balmaz Kamilla Gyógyfürdő (NB I)   |
| Gyirmót FC Győr (NB II)               | 2–1 hu.      | Mezőkövesd Zsóry FC (NB I)         |
| Dunaújváros PASE (NB III)             | 2–1          | Vasas SC (NB I)                    |
| Eger SE (megye I)                     | 0–6          | Puskás Akadémia FC (NB I)          |
| Budaörsi SC (NB II)                   | 1–1 t.: 4–5  | Budapest Honvéd FC (NB I)          |
| Balatonfüredi FC (megye I)            | 0–7          | Paksi FC (NB I)                    |
| Szekszárdi UFC (NB III)               | 0–3          | Aqvital FC Csákvár (NB II)         |
| Ceglédi VSE (NB II)                   | 0–4          | Soroksár SC (NB II)                |
| Duna-Tisza Aszfalt Törtel (megye II)  | 1–3          | Sényő Carnifex FC (megye I)        |
| Tarr Andráshida SC (NB III)           | 1–2          | BFC Siófok (NB II)                 |
| Nagykanizsai UFC (megye I)            | 4–2          | Olajmunkás SE Gellénháza (megye I) |
| Pilisi Labdarúgó Klub (megye I)       | 1–3          | Zalaegerszegi TE FC (NB II)        |
| Tatabányai FCE (megye II)             | 2–3          | Nagyecsed RSE (megye I)            |
| Mád FC (megye I)                      | 1–4          | Békéscsaba 1912 Előre (NB II)      |
| Csornai SE (NB III)                   | 2–4          | Nyíregyháza Spartacus FC (NB II)   |
| Ercsi Kinizsi SE (megye I)            | 0–6          | Érdi VSE (NB III)                  |
| SZEOL SC (NB III)                     | 2–3          | WKW ETO FC Győr (NB II)            |
| Iváncsa KSE (NB III)                  | 1–3          | MTK Budapest FC (NB II)            |
| Ibrány SE (megye II)                  | 0–3          | Budafoki MTE (NB II)               |
| Putnok FC (NB III)                    | 1–3          | Dorogi FC (NB II)                  |
| Somos TC Salgótarján (megye I)        | 0–1          | Vác FC (NB II)                     |
| Bácsa FC SE (megye I)                 | 1–1 t.: 3–4  | Vecsési FC (NB III)                |
| Ásotthalmi TE (megye I)               | 0–5          | Rákosmente KSK (NB III)            |
| Gyöngyösi AK (NB III)                 | 2–1          | Szentlőrinc SE (NB III)            |
| Salgótarjáni BTC Sport Kft. (megye I) | 2–4          | Szarvasi FC (megye I)              |

### 8. forduló (főtábla 3. forduló)
| 1. csapat                            | Eredmény | 2. csapat                        |
| ------------------------------------ | -------- | -------------------------------- |
| 2017. november 28.                   |          |                                  |
| Kisvárda Master Good (NB II)         | 0–1      | Puskás Akadémia FC (NB I)        |
| 2017. november 29.                   |          |                                  |
| Vác FC (NB II)                       | 3–1      | Videoton FC (NB I)               |
| Soroksár SC (NB II)                  | 1–3      | Diósgyőri VTK (NB I)             |
| Gyöngyösi AK (NB III)                | 0–4      | Budapest Honvéd FC (NB I)        |
| Budafoki MTE (NB II)                 | 0–3      | Debreceni VSC (NB I)             |
| Vecsési FC (NB III)                  | 0–5      | Újpest FC                        |
| Nagykanizsai UFC (megye I)           | 3–2      | Érdi VSE (NB III)                |
| Termálfürdő FC Tiszaújváros (NB III) | 0–2      | Békéscsaba 1912 Előre (NB II)    |
| Szarvasi FC (megye I)                | 0–3      | Zalaegerszegi TE FC (NB II)      |
| Cigánd SE (NB III)                   | 0–2      | Dorogi FC (NB II)                |
| Nagyecsed RSE (megye I)              | 0–4      | BFC Siófok (NB II)               |
| Sényő FC (megye I)                   | 2–0      | Rákosmente KSK (NB III)          |
| Dunaújváros PASE (NB III)            | 1–3 hu.  | Balmaz Kamilla Gyógyfürdő (NB I) |
| Aqvital FC Csákvár (NB II)           | 0–1      | Paksi FC (NB I)                  |
| ETO FC Győr (NB II)                  | 3–1      | Nyíregyháza Spartacus FC (NB II) |
| MTK Budapest FC (NB II)              | 2–1      | Gyirmót FC Győr (NB II)          |

### Nyolcaddöntő
| 1. csapat                                      | Össz. | 2. csapat                        | 1. mérk. | 2. mérk. |
| ---------------------------------------------- | ----- | -------------------------------- | -------- | -------- |
| 2018. február 20, 21, 27.; 28., március 6., 7. |       |                                  |          |          |
| Diósgyőri VTK (NB I)                           | 3–0   | Vác FC (NB II)                   | 2–0      | 1–0      |
| Debreceni VSC (NB I)                           | 4–4   | Dorogi FC (NB II)                | 1–2      | 3–2      |
| Zalaegerszegi TE FC (NB II)                    | 1–2   | Puskás Akadémia FC (NB I)        | 1–0      | 0–2      |
| Nagykanizsai UFC (megye I)                     | 1–4   | Békéscsaba 1912 Előre (NB II)    | 1–3      | 0–1      |
| ETO FC Győr (NB II)                            | 2–3   | Balmaz Kamilla Gyógyfürdő (NB I) | 2–3      | 0–0      |
| MTK Budapest FC (NB II)                        | 4–2   | Sényő FC (megye I)               | 4–0      | 0–2      |
| BFC Siófok (NB II)                             | 3–4   | Budapest Honvéd FC (NB I)        | 2–2      | 1–2      |
| Újpest FC                                      | 4–0   | Paksi FC (NB I)                  | 2–0      | 2–0      |

### Negyeddöntő
| 1. csapat                               | Össz. | 2. csapat                     | 1. mérk. | 2. mérk. |
| --------------------------------------- | ----- | ----------------------------- | -------- | -------- |
| 2018. március 13., 14., április 3., 4.. |       |                               |          |          |
| Újpest FC                               | 4–4   | MTK Budapest FC (NB II)       | 2–1      | 2–3      |
| Budapest Honvéd FC (NB I)               | 1–3   | Debreceni VSC (NB I)          | 0–0      | 1–3      |
| Puskás Akadémia FC (NB I)               | 3–1   | Diósgyőri VTK (NB I)          | 0–1      | 3–0      |
| Balmaz Kamilla Gyógyfürdő               | 7–1   | Békéscsaba 1912 Előre (NB II) | 5–0      | 2–1      |

### Elődöntők
2018. április 4-én a Magyar Labdarúgó-szövetség (MLSZ) elkészítette a Magyar Kupa elődöntőinek sorsolását. A kilencszeres kupagyőztes Újpest a Balmazújvárossal csap össze, míg a Puskás Akadémia a hatszoros kupagyőztes Debrecennel találkozik. Az elődöntő első mérkőzéséit 2018. április 17-én és 18-án, a visszavágókat pedig 2018. május 8-án és 9-én rendezték meg.
| 1. csapat                  | Össz. | 2. csapat                        | 1. mérk. | 2. mérk. |
| -------------------------- | ----- | -------------------------------- | -------- | -------- |
| Újpest FC (NB I)           | 2 – 1 | Balmaz Kamilla Gyógyfürdő (NB I) | 2 – 1    | 0 – 0    |
| Puskás Akadémia FC (NB I.) | 4 – 2 | Debreceni VSC (NB I)             | 4 – 0    | 0 – 2    |

#### Elődöntő, 1. mérkőzések
| 2018. április 17., kedd 19:00 |

| Újpest FC                     | 2 – 1                         | Balmaz Kamilla Gyógyfürdő |
| ----------------------------- | ----------------------------- | ------------------------- |
| Nagy D. (1–0) 19' • (2–0) 33' | (2 – 0) Jegyzőkönyv Részletek | 85' (2–1) Arabuli         |

| Szusza Ferenc Stadion, Budapest Nézőszám: 1 775 Játékvezető: Pintér Csaba (magyar) Asszisztensek: Garai Péter és Bornemissza Norbert |

| 2018. április 18., szerda 20:15 |

| Puskás Akadémia FC                                                         | 4 – 0                         | Debreceni VSC         |
| -------------------------------------------------------------------------- | ----------------------------- | --------------------- |
| Henty (1–0) 2' • (2–0) 31' Perošević (3–0) 43' Knežević (4–0) 79' Poór 54' | (3 – 0) Jegyzőkönyv Részletek | 24' Bényei 42′ Kinyik |

| Pancho Aréna, Felcsút Nézőszám: 818 Játékvezető: Erdős József (magyar) Asszisztensek: Szert Balázs és Szécsényi István |

#### Elődöntő, visszavágók
| 2018. május 8., kedd 20:00 |

| Debreceni VSC                                            | 2 – 0                         | Puskás Akadémia FC |
| -------------------------------------------------------- | ----------------------------- | ------------------ |
| Tisza (1–0) 38' Takács (2–0) 50' Szatmári 71' Tőzsér 89' | (1 – 0) Jegyzőkönyv Részletek | 32' Henty          |

| Nagyerdei stadion, Debrecen Nézőszám: 855 Játékvezető: Iványi Zoltán (magyar) Asszisztensek: Medovarszki János és Csatári Tibor |

Továbbjutott a Puskás Akadémia, 4–2-es gólkülönbséggel.
| 2018. május 9., szerda 20:00 |

| Balmaz Kamilla Gyógyfürdő | 0 – 0                 | Újpest FC                               |
| ------------------------- | --------------------- | --------------------------------------- |
| Habovda 26' Tamás 66'     | Jegyzőkönyv Részletek | 51' A. Diallo 76' Nwobodo 81' Litauszki |

| Városi sportpálya, Balmazújváros Nézőszám: 1 086 Játékvezető: Erdős József (magyar) Asszisztensek: Varga Zsolt és Szert Balázs |

Továbbjutott az Újpest, 2–1-es gólkülönbséggel.

### Döntő
A döntőt 2018. május 23-án, szerdán rendezték meg Budapesten, a Groupama Arénában.
| Döntő 2018. május 23., szerda 20:00 (tv: M4 Sport) |

| Puskás Akadémia FC                                                  | 2 – 2 (h. u.)       | Újpest FC                                           |
| ------------------------------------------------------------------- | ------------------- | --------------------------------------------------- |
| Knežević (1–0) 38' Perošević (2–2) 66' Márkvárt 60' Hegedüs L. 113' | (1 – 0) Jegyzőkönyv | 55' (1–1) 88' Zsótér 62' (1–2) Bojović 105' Nwobodo |
| Büntetőpárbaj                                                       |                     |                                                     |
| Perošević Bačelić-Grgić U. Diallo Henty Balogh Hegedűs J.           | 4 – 5               | Onovo Litauszki A. Diallo Balázs Zsótér Bojović     |

| Groupama Aréna, Budapest Nézőszám: 11 270 Játékvezető: Andó-Szabó (magyar) Asszisztensek: Buzás, Szécsényi |

Az Újpest FC MK-ban szerepelt játékosai: Viktor Angelov, Balázs Benjámin, Banai Dávid, Mijuško Bojović, Dženan Bureković, Cseke Benjámin, Alassane Diallo, Gundel-Takács Bence, Kálnoki Kis Dávid, Kovács Zoltán, Litauszki Róbert, Mohl Dávid, Nagy Dániel, Novothny Soma, Obinna Nwobodo, Vincent Onovo, Filip Pajović, Branko Pauljević, Pávkovics Bence, Anton Salétros, Bojan Sanković, Remzifaik Selmani, Simon Krisztián, Szűcs Kristóf, Tischler Patrik, Windecker József, Zsótér Donát
| A 2017–2018-as Magyar Kupa győztese |
| ----------------------------------- |
| Újpest FC 10. cím                   |

## Statisztika

### Góllövőlista élmezőnye
Utolsó elszámolt mérkőzés: 2018. május 23.
| Gólok száma | Játékos           | Egyesület                 |
| ----------- | ----------------- | ------------------------- |
| 10 gól      | Tischler Patrik   | Újpest FC                 |
| 8 gól       | Tisza Tibor       | Debreceni VSC             |
| 5 gól       | Nagy Dániel       | Újpest FC                 |
| 5 gól       | Antonio Perošević | Puskás Akadémia FC        |
| 4 gól       | Hrepka Ádám       | MTK Budapest FC           |
| 4 gól       | Knežević, Josip   | Puskás Akadémia FC        |
| 4 gól       | Prosser Dániel    | Puskás Akadémia FC        |
| 4 gól       | Simon Attila      | Dorogi FC                 |
| 4 gól       | Szabó Bence       | Videoton FC               |
| 4 gól       | Tóth Tibor        | Dunaújváros PASE          |
| 4 gól       | Vajda Sándor      | Balmaz Kamilla Gyógyfürdő |